# Eduard Crasemann

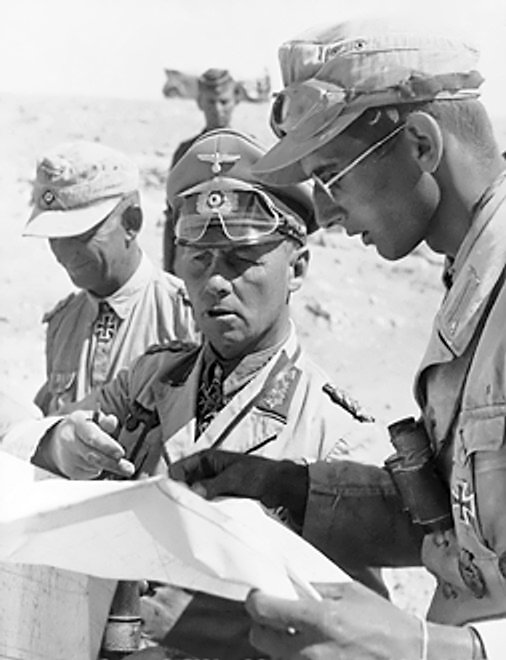
Eduard Crasemann (links) mit Erwin Rommel (Mitte)

Peter Eduard Crasemann (* 5. März 1891 in Hamburg; † 29. April 1950 in Werl) war ein deutscher General der Artillerie im Zweiten Weltkrieg.

## Leben
Peter Eduard Crasemann wurde als Sohn des Notars Heinrich Max Crasemann und der Mathilde Albertine Anna Elisabeth Stienen geboren. Er trat am 11. Februar 1910 als Fahnenjunker in das Niedersächsische Feldartillerie-Regiment Nr. 46 der Preußischen Armee ein, in dem er am 18. August 1911 zum Leutnant befördert wurde. Im Ersten Weltkrieg diente er u. a. als Regimentsadjutant, stieg bis Mitte August 1918 zum Hauptmann auf und wurde mit beiden Klassen des Eisernen Kreuzes ausgezeichnet. Nach dem Krieg und Demobilisierung erfolgte zum 7. April 1919 seine Verabschiedung aus dem Militärdienst.
Am 1. August 1936 trat Crasemann als E-Offizier-Anwärter in die 1. Abteilung des Generalstabes des Heeres der Wehrmacht ein. Nachdem er Mitte Oktober 1937 in die 10. Abteilung (Abt. Landesverteidigung) versetzt worden war, avancierte er am 1. Juni 1938 zum Major und wurde am 15. Februar 1939 in das Aktivenverhältnis übernommen. Am 1. April 1939 erfolgte seine Ernennung zum Chef der 5. Batterie im Artillerie-Regiment 73.
In dieser Eigenschaft nahm Crasemann zu Beginn des Zweiten Weltkriegs ab dem 1. September 1939 am Überfall auf Polen teil. Am 1. Februar 1940 wurde er Kommandeur der II. Abteilung im Artillerie-Regiments 78 der 7. Panzer-Division, die im Westfeldzug unter ihrem General Erwin Rommel als „Gespensterdivision“ („La division fantome“) bezeichnet wurde. Am 1. August 1940 zum Oberstleutnant befördert, wurde er am 10. Mai 1941 Kommandeur des motorisierten Artillerie-Regiments 33 der 15. Panzer-Division, welches mit General Rommel in den Afrikafeldzug zog. Nach der Belagerung von Tobruk wurde er am 26. Dezember 1941 mit dem Ritterkreuz des Eisernen Kreuzes ausgezeichnet. Am 1. Februar 1942 zum Oberst befördert, übernahm er am 26. Mai 1942 nach der Verwundung von General Gustav von Vaerst die Führung der 15. Panzer-Division und stieß mit dieser bis nach El Alamein vor. Nach dreimonatigem Lazarettaufenthalt wurde Crasemann am 20. April 1943 Kommandeur des Panzer-Artillerie-Regiments 116 der 5. Panzer-Division an der Ostfront und nahm als solcher am Unternehmen Zitadelle teil, der letzten deutschen Großoffensive gegen die Rote Armee. Ab dem 1. September 1943 Artilleriekommandeur (ArKo) 143 beim XXIV. Armeekorps, wurde Crasemann am 1. November 1943 mit dem Deutschen Kreuz in Gold ausgezeichnet und übernahm am 10. Juli 1944 die Führung der 26. Panzer-Division in Italien. Am 1. Oktober 1944 zum Generalmajor befördert, wurde er für die Abwehrleistungen seiner Division am 18. Dezember 1944 mit dem Eichenlaub zum Ritterkreuz des Eisernen Kreuzes (683. Verleihung) ausgezeichnet. Am 29. Januar 1945 wurde er mit der Führung des XII. SS-Armeekorps beauftragt und am 27. Februar 1945 zum Generalleutnant befördert.
Am 16. April 1945 geriet er im Ruhrkessel in britische Gefangenschaft, wurde am 20. April 1945 jedoch noch zum General der Artillerie befördert. Wegen des am 23. August 1944 von Teilen seiner 26. Panzer-Division verübten Massakers in den Sümpfen von Fucecchio nahe der gleichnamigen italienischen Stadt Fucecchio in der Toskana, bei dem 174 Zivilisten starben, wurde Crasemann von einem britischen Kriegsgericht zu zehn Jahren Haft verurteilt. Am 29. April 1950 starb er in der Haft.